# 馬爾斯希爾 (阿拉巴馬州)
馬爾斯希爾（英語：Mars Hill）是一個位於美國阿拉巴馬州勞德代爾縣的非建制地區。該地的面積和人口皆未知。

## 地理
馬爾斯希爾的座標為34°57′06″N 87°39′39″W / 34.95167°N 87.66083°W，而該地的平均海拔高度為169米（即554英尺）。